# Australaena hystricina
Australaena hystricina är en spindelart som beskrevs av Lucien Berland 1942. Australaena hystricina ingår i släktet Australaena och familjen spökspindlar. Inga underarter finns listade.